# Mr. Children
Mr. Children (jap. ミスチル lub ミスターチルドレン), stylizowany na Mr.Children – japoński zespół rockowy, wykonujący muzykę z pogranicza pop-rocka i popu, powstały w 1985 roku. Jest jednym z zespołów rockowych z największą liczbą sprzedanych albumów w Japonii. Łączną sprzedaż albumów i singli grupy szacuje się na liczbę ponad 50 milionów egzemplarzy. W 2003 roku japoński dziennik informacyjny HMV sklasyfikował ich na 27. miejscu 100 najwybitniejszych japońskich artystów muzycznych w historii.